# Tjecker
Tjecker är ett västslaviskt folkslag med tjeckiska som modersmål.
Tjeckerna utgör majoritetsbefolkning i Republiken Tjeckien, där de utgör 94 % av en befolkning på cirka 10 miljoner. Minoriteter finns även i Slovakien, Polen, Rumänien, Kroatien, Vojvodina (Serbien) och Österrike. Dessutom finns det emigrantgrupper i Nordamerika och i de flesta länder i Västeuropa.
Ordet 'tjeck' kan även åsyfta en medborgare i Republiken Tjeckien, oavsett språk eller etnicitet.
| Land                | Antal  | År för folkräkning |
| ------------------- | ------ | ------------------ |
| Slovakien           | –      | –                  |
| Polen               | –      | –                  |
| Rumänien            | 4 000  | 2002               |
| Kroatien            | 10 000 | 2001               |
| Serbien (Vojvodina) | 1 600  | 2001               |
| Österrike           | 20 000 | 1994               |